# Tricloromonofluormetano
Tricloromonofluormetano, triclorofluormetano ou triclorofluorometano é um clorofluorcarboneto (CFC), também conhecido por freon-11, CFC-11 e R-11. Ele é um líquido incolor e quase inodoro que entra em ebulição a temperaturas próximas da temperatura ambiente.
Também é conhecido por ser um agente refrigerante.